# ブリネル硬さ
ブリネル硬さ（ブリネルかたさ、英: Brinell hardness）は、工業材料の硬さを表す尺度の一つであり、押込み硬さの一種である。記号はHB（Brinell hardness number＝BHNも使われるが、HBの方が一般的）。
試験法は1900年にスウェーデンの工学者であるヨハン・ブリネル（Johan August Brinell）により考え出された。
計測によって生じるくぼみの直径は最大で5mm程度と大きく、硬さが不均一な鍛造品や鋳物など材料の平均的な硬さを評価する場合等に使用される。

## ブリネル硬さの表記

ブリネル硬さの試験法の略図。
d = (d_{1} + d_{2}) / 2である。

直径D の球形の金属球を圧子として、圧子を試験面にP の力で一定時間押し当てた後、荷重を除いたあとに残った永久くぼみの面積を測定する。試験荷重P（kgf）を算出した表面積S (mm2)で割った値（荷重÷面積）がブリネル硬さであり、以下の式で求められる（荷重の単位をNで表す場合はこの式を0.102倍する）。
{\displaystyle {\mbox{HB}}={\frac {2P}{\pi D({D-{\sqrt {(D^{2}-d^{2})}})}}}}
世界的に広く行われている測定方法としては、荷重P =  3000 kgf = 29400 N、球の直径D = 10 mm、球の材質は熱処理（焼入れ）した鋼が、鋼球より硬いものを計測する際は超硬合金が使われ、これを30秒押し当てる。単位はつけない。圧子は実際には1 mm、2.5 mm、5 mm、10 mmが用意されている。
さらに詳しく表記する際は、圧子の種類を鉄・鋼・超硬合金の場合をそれぞれHB・HBS・HBWと表記し、その後に球の直径（mm単位）と荷重（kgf単位）を記述する。例えば「直径10 mmの鋼球で3000 kgfの圧力を加えたら、HBが200になった」と書きたい場合、「200 HBS 10/3000」と書く。
鋼球を使った場合、HB = 450前後で圧子自体が変形してしまうため、正確な測定ができない。そのためそれ以上の測定をする際は圧子をさらに硬い球にする必要がある。

## ブリネル硬さの例
- 木材（針葉樹材）：	1.6 HBS 10/100
- 木材（堅木）：	2.6–7.0 HBS 10/100
- 純アルミニウム：15HB
- 銅：35HB
- 炭素鋼：およそ100から450HB（炭素の割合による）
- ステンレス鋼：1250HB
- ガラス:1550HB
- 二ホウ化レニウム（英語版）（レニウム化合物の1つ）：4600HB

（数字の後につけたHBは、「ブリネル硬さであること」を示す記号であり、単位や次元ではない）。
国際標準化機構では ISO 6506 で、日本工業規格では JIS Z 2243 で定義されている。